# Kurixalus berylliniris
Espèce
Kurixalus berylliniris est une espèce d'amphibiens de la famille des Rhacophoridae.

## Répartition
Cette espèce est endémique de Taïwan. Elle se rencontre dans le Sud-Est de l'île de 225 à 1 250 m d'altitude.

## Description
Les mâles mesurent de 29,0 à 42,3 mm et les femelles de 27,6 à 46,3 mm.

## Publication originale
- Wu, Huang, Tsai, Lin, Jhang & Wu, 2016 : Systematic revision of the Taiwanese genus Kurixalus members with a description of two new endemic species (Anura, Rhacophoridae). ZooKeys, no 557, p. 121–158 (texte intégral).